# Sophie-Mayuko Vetter
Sophie-Mayuko Vetter (* 1978 in Sapporo) ist eine deutsch-japanische Pianistin.

## Leben
Sophie-Mayuko Vetter wurde 1978 in Sapporo geboren und erhielt vom vierten Lebensjahr an Unterricht in Klavier, Violine, Komposition, Obertongesang und Musiktheorie. In den darauf folgenden Jahren komponierte sie eine über 150 Manuskriptseiten umfassende Serie von Obertonduetten, die später auch im Druck erschienen sind. Bis 1996 gab sie gemeinsam mit ihrem Vater Michael Vetter weltweit Konzerte und Meisterkurse als Obertonsängerin.
Sophie-Mayuko Vetter wurde seit ihrer Übersiedlung nach Deutschland von Edith Picht-Axenfeld bis zu deren Tod regelmäßig in den Fächern Klavier und historische Tasteninstrumente unterrichtet. Im Alter von neun Jahren wurde sie bereits in die Vorklasse der Musikhochschule Freiburg aufgenommen, wo sie später auch ihre Aufbaustudiengänge mit Auszeichnung abschloss. Sie studierte Klavier u. a. bei Vitaly Margulis und Peter Feuchtwanger (London), historische Aufführungspraxis bei Robert Hill sowie Musikwissenschaft bei Claus-Steffen Mahnkopf.

## Musik
Sophie-Mayuko Vetter gilt als außergewöhnlich vielseitig interessierte Musikerin mit einem breiten Repertoire vom Frühbarock über das pianistische Kernrepertoire bis zur zeitgenössischen Musik. Darüber hinaus spielt sie das Repertoire des 18. und 19. Jahrhunderts auf dem Hammerflügel, was ihren Wiedergaben dieses Repertoires auf einem modernen Konzertflügel, einschließlich der Improvisation und der Ornamentik, eine besondere historische Authentizität verleiht. Diese Aufführungspraxis führte 1999 zu einer fast zwei Jahrzehnte währenden Duopartnerschaft mit Rainer Kussmaul. In enger Zusammenarbeit mit den Komponisten hat sie Werke von Claus-Steffen Mahnkopf, Peter Ruzicka und Henri Pousseur zur Uraufführung gebracht. Claus-Steffen Mahnkopf hat ihr sein Klavierkonzert „Prospero’s Epilogue“ gewidmet, dessen Uraufführung sie 2005 bei den Salzburger Festspielen mit dem ORF Radio-Symphonieorchester Wien spielte.

## Werk
Sophie-Mayuko Vetters rege Konzerttätigkeit führte sie in die renommiertesten Musikstätten Deutschlands, wie Alte Oper Frankfurt, Philharmonie Essen, Liederhalle Stuttgart, Gasteig München, Tonhalle Düsseldorf. Im Ausland konzertierte sie unter anderem in der Opera City Hall (Tokyo), der Felsenreitschule Salzburg, St. Martin-in-the-Fields und Blackheath Halls (London).
Ferner gastiert u. a. bei den Salzburger Festspielen, den Albert Konzerten Freiburg, dem Kissinger Sommer, den Festspielen Mecklenburg-Vorpommern, dem Klavier-Festival Ruhr, den Radebergkonzerten Köln (DLF) und der Münchener Biennale.
Sophie-Mayuko Vetter ist Dozentin von Meisterkursen u. a. an der Baptist University Hong Kong. Darüber hinaus schreibt sie regelmäßig musikwissenschaftliche Texte, etwa als Mitarbeiterin und Gründungsmitglied der renommierten Zeitschrift „Musik & Ästhetik“ (Klett-Cotta-Verlag).

## Preise und Auszeichnungen
- 1992 Parke-Davis-Preis

## Diskographie (Auswahl)
- 1991 24 Préludes von Frédéric Chopin
- 2007 „Der Wandschirm des Mönches“ von Henri Pousseur
- 2010 Gesamtaufnahme der Klavierwerke von Peter Ruzicka
- 2011 Rezital Klavierfestival Ruhr (Werke von Chopin, Bach, Händel, Schumann, Ruzicka)
- 2012 Werke von Hans Otte und Peter Ruzicka
- 2012 „Le rève d'ange nouveau“ von Claus-Steffen Mahnkopf
- 2013  Rezital Klavierfestival Ruhr (Werke von Liszt und Ruzicka)
- 2014  Werke von Johannes Brahms (u. a. op. 117, 118, 119)
- 2015  Werke von Liszt und Ruzicka
- 2016  Klavierkonzerte von Mozart (KV 595, 453, 315 f.)
- 2019  Klavierkonzerte von Beethoven (Nr. 0, 2, 6)
- 2021 „Ein Schattenspiel“ mit Live-Elektronik von Georg Friedrich Haas